# Biodisponibilité (sol)
Pour les articles homonymes, voir biodisponibilité.
La biodisponibilité est le degré auquel des substances chimiques présentes dans le sol peuvent être absorbées ou métabolisées par un récepteur humain ou écologique, ou être disponibles pour une interaction avec les systèmes biologiques. La biodisponibilité est spécifique d’un couple « cible/contaminant ». Elle est fonction de plusieurs paramètres tels que la durée d’exposition, le transfert du contaminant du sol vers les organismes, leur bioaccumulation, ainsi que leurs effets potentiels.
La notion de biodisponibilité dépend de la nature des organismes cibles considérés : récepteurs humain (biodisponibilité toxicologique) ou récepteurs écologiques (biodisponibilité environnementale). 
Il s’agit d’un processus dynamique regroupant trois phases distinctes :
1. Disponibilité environnementale
2. Biodisponibilité environnementale
3. Biodisponibilité toxicologique

## Disponibilité environnementale
La disponibilité environnementale correspond à la fraction du contaminant potentiellement disponible pour des organismes et qui résulte des processus physico-chimiques de désorption. La fraction disponible n’est pas fixe puisqu’elle est soumise aux conditions environnementales (paramètres physico-chimiques). Une substance peut donc se trouver dans 3 phases : 
- La fraction disponible réelle dans des conditions ambiantes, c'est-à-dire la fraction dissoute.
- La fraction potentiellement disponible, c'est-à-dire la quantité maximale du composé libérable si on se place dans le pire des scénarios. Elle est forcément inférieure à la concentration totale et supérieure à la fraction disponible.
- La fraction non disponible

### Biodisponibilité environnementale
La biodisponibilité environnementale des éléments d'un sol correspond à la fraction environnementalement disponible que les plantes, la faune ou les microorganismes du sol absorbent par des processus physiologiques propres à l’espèce considérée. C'est une composante importante de la fertilité des sols.

### Biodisponibilité toxicologique
La biodisponibilité toxicologique des éléments d'un sol ingéré correspond à la fraction qui atteint la circulation sanguine et capable de générer un effet toxique. Elle correspond donc à la distribution, l’accumulation et/ou l’effet (toxique) du contaminant dans l’organisme.

## Dans le domaine de l'agriculture
L'agronome et le pédologue s'intéressent aussi à la biodisponibilité des éléments organiques, minéraux ou gazeux apportés par les eaux de ruissellement, les intrants et engrais (chimiques ou non) ou les épandages de lisiers, fumiers et boues d'épuration,.
Des biostimulants peuvent aider une plante à mieux rendre biodisponible certains nutriments ou oligoéléments.